# Hella Wenders
Hella Wenders (Münster, 1977) è una regista tedesca.
Dopo aver lavorato come assistente fino al 2003 (collaborando anche con il Festival internazionale del cinema di Berlino), ha realizzato opere presso la Deutsche Film- und Fernsehakademie di Berlino per quattro anni. Tra i suoi lavori Marisol,  Eir Sonntag im Winter, e un documentario, Shooting Palermo, sulla realizzazione del film Palermo Shooting di Wim Wenders.
Con il suo documentario Berg Fidel, nel 2011 ha vinto il premio principale Lüdia del festival Kinofest Lünen.